# Coelophrys bradburyae
Coelophrys bradburyae är en fiskart som beskrevs av Hideki Endo och Shinohara, 1999. Coelophrys bradburyae ingår i släktet Coelophrys och familjen Ogcocephalidae. Inga underarter finns listade i Catalogue of Life.